# Arado E.654
Arado Ar E.654 (Kampfzerstorer / Skorpion) fue un proyecto de Caza pesado de la Alemania nazi, destructor Kampfzerstörer , para ser usado en contra de las grandes formaciones de bombarderos aliados en las postrimerías de la Segunda Guerra Mundial. Era parte de las Wunderwaffe.Fue concebido por el Diseñador Jefe de Arado Flugzeugwerke Dipl.-lng. Walter Blume. 

## Descripción

### Célula
El fuselaje era muy similar al Arado Ar 240 y fue ensanchado para facilitar el montaje de dos motores Daimler-Benz DB 614 o DB 627 en cada lado montados en tándem e inclinados 15 grados . Estos motores conducían los dos propulsores montados sobre el ala en los bordes principales en pequeño barquillas por un método complicado y polémico . Básicamente, las cajas de engranaje en ángulo recto y largos árboles de trasmisión unieron los propulsores a los motores montados en el fuselaje. La ventaja de este sistema era que reducía al mínimo la resistencia causada por el motor más grande en barquillas sobre el alas y además que protegía los motores en una posición dentro del fuselaje.
A diferencia del Ar 240, el E.654 usó una sola aleta y timón vertical con el juego de elevadores en lo alto de la aleta. Apuntes escritos a mano de Walter Blume, del E 654 lo nombraban "Escorpión", porque en la unión de los elevadores con la aleta tenía un cuerpo estilizado hacia delante semejando la lanceta de un escorpión . 
Las alas eran delgadas y estaban insertas sobre ambos bordes de rastreo.

### Tren de aterrizaje
El tren de aterrizaje era triciclo como en el He 219, con el engranaje de rueda principal dual que se retrae al reverso en las barquillas del motor y una rueda de cola retráctil en el fuselaje. 

### Tripulación
La tripulación era de dos personas (un piloto y el operador de radio/artillero) sentado de espaldas en la carlinga localizada en la nariz.

## Armamento
El armamento ofensivo consistió en seis cañones fijos MK 103 instalados en el fuselaje . El armamento defensivo era similar al Arado Ar 240 consistente en dos torretas (cada una conteniendo dos ametralladoras MG 131 de 13 mm ) montadas encima y debajo del fuselaje, controladas vía periscopio por el artillero.

## Desarrollo
Junkers y Dornier ya habían experimentado con tales árboles motores y resultados obtenidos fueron satisfactorios usando ejes corto . Sin embargo, no había ninguna experiencia práctica con cajas de engranaje en ángulo recto y los árboles largos generando mayor vibración. Sin embargo, el Dipl-lng. Blume trató de encontrar soluciones con estos problemas. 
Como había pasado antes con el proyecto Arado E.561 , la proposición fue abandonada debido problemas con el material y la entrega con los árboles de los motores y debido a la carencia de interés de la Oficina Técnica del Luftwaffe en este tipo de técnica.

## Características
- Área alar:   336.9 pies² o 31,3 m²
- Envergadura: 47'1" o	14,87 m.
- Longitud:    42'1" o	12,83 m.
- Altura:      13'0" o  3,96 m.